# Parasemia uralensis
Parasemia uralensis är en fjärilsart som beskrevs av Krulikowski 1904. Parasemia uralensis ingår i släktet Parasemia och familjen björnspinnare. Inga underarter finns listade i Catalogue of Life.